# Raul Bragança Neto
Raul Bragança Neto, né le 28 avril 1939 à Sao Tomé-et-Principe au Portugal et mort le 16 avril 2014 à Toulouse, est un militaire et homme politique santoméen, membre du Mouvement pour la libération de Sao Tomé-et-Principe – Parti social-démocrate. Il est Premier ministre du 19 novembre 1996 au 5 janvier 1999.